# Пучков, Алексей Николаевич
Алексе́й Никола́евич Пучко́в (род. 1964) — советский легкоатлет, специалист по бегу на короткие дистанции. Выступал на всесоюзном уровне в 1980-х годах, чемпион СССР в эстафете 4 × 100 метров, обладатель серебряной медали Спартакиады народов СССР, призёр ряда крупных стартов всесоюзного значения. Представлял Москву и физкультурно-спортивное общество «Динамо».

## Биография
Алексей Пучков родился в 1964 году. Занимался лёгкой атлетикой в Москве, выступал за всесоюзное физкультурно-спортивное общество «Динамо».
Первого серьёзного успеха на всесоюзном уровне добился в сезоне 1986 года, когда выступил на молодёжной IX летней Спартакиаде народов СССР в Ташкенте — в программе бега на 100 метров с результатом 10,50 завоевал серебряную награду, уступив только представителю Украинской ССР Александру Пуговкину.
В мае 1987 года выиграл серебряную медаль на соревнованиях в Сочи, пробежав 100 метров за 10,31. В июле на чемпионате СССР в Брянске установил свой личный рекорд в 100-метровой дисциплине — 10,30, тогда как в зачёте эстафеты 4 × 100 метров вместе с партнёрами по московской команде Андреем Шляпниковым, Вадимом Давыдовым и Андреем Федоривым превзошёл всех соперников и получил золото.